# Andrej Kramarić
Andrej Kramarić (født 19. juni 1991 i Zagreb, Kroatien), er en kroatisk fodboldspiller (angriber). Han spiller for Hoffenheim i Bundesligaen.

## Klubkarriere
Kramarić startede sin karriere hos Dinamo Zagreb i sin fødeby, og repræsenterede også i en enkelt sæson NK Lokomotiva. Efter at have vundet to mesterskaber med Dinamo skiftede han i 2013 til ligarivalerne HNK Rijeka.
Efter to succesfulde sæsoner hos Rijeka blev Kramarić i januar 2015 solgt til engelske Leicester City for en pris på 9 millioner britiske pund, hvilket på daværende tidspunkt gjorde ham til det dyreste indkøb i klubbens historie. Han var tilknyttet Leicester da klubben sensationelt blev engelske mestre i 2015-16-sæsonen, men kunne ikke slå til i klubben, og opnåede kun spilletid i to kampe. Han var undervejs også udlejet til Hoffenheim i Tyskland.
I sommeren 2016 skiftede Kramarić til Hoffenheim på en permanent aftale efter endt lejemål i klubben.

## Landshold
Kramarić har (pr. maj 2018) spillet 28 kampe og scoret syv mål for Kroatiens landshold. Han debuterede for holdet 4. september 2014 i en venskabskamp mod Cypern, og scorede sit første mål i sin anden landskamp, et opgør mod Malta. Han var en del af den kroatiske trup til EM 2016 i Frankrig, og spillede i tre af kroaternes fire kampe i turneringen. Han var også med ved VM 2018 i Rusland og VM 2022 i Qatar.